# Carro americano

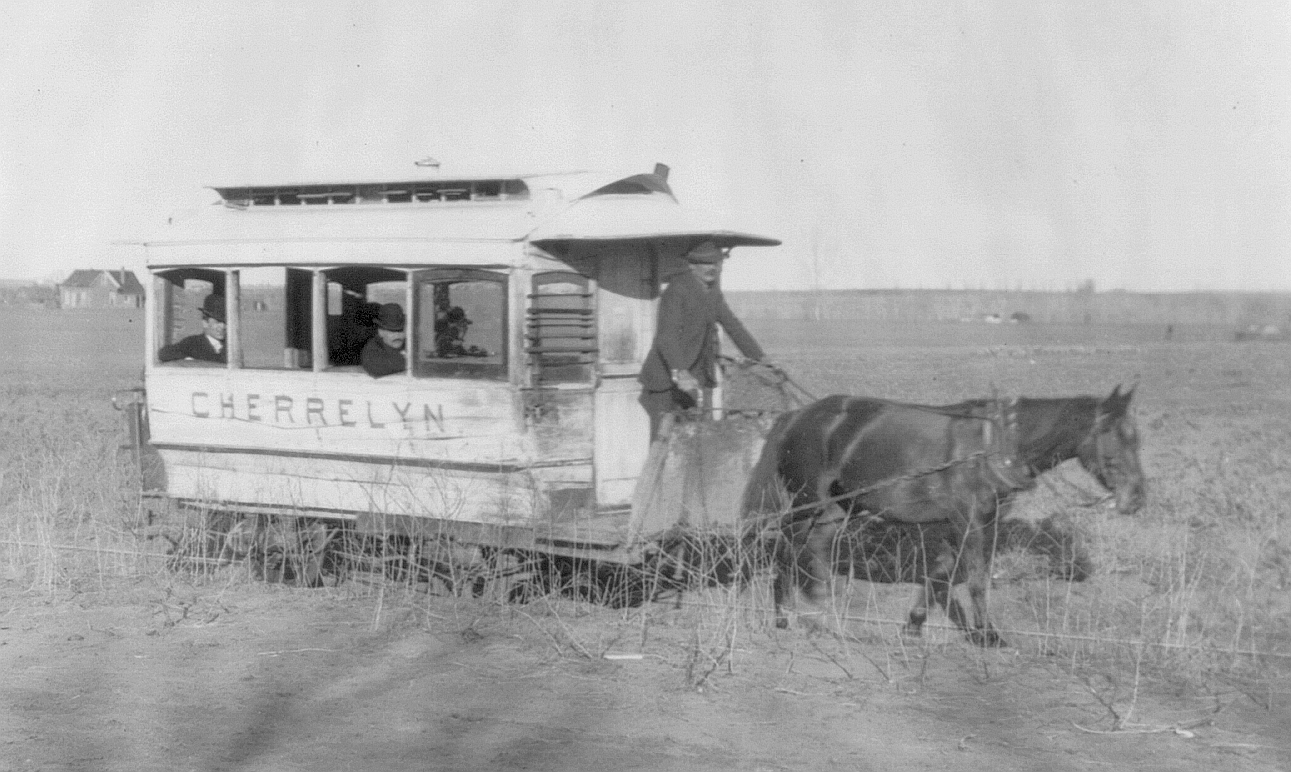
Carro americano numa linha rural em Denver, Estados Unidos, em 1903.

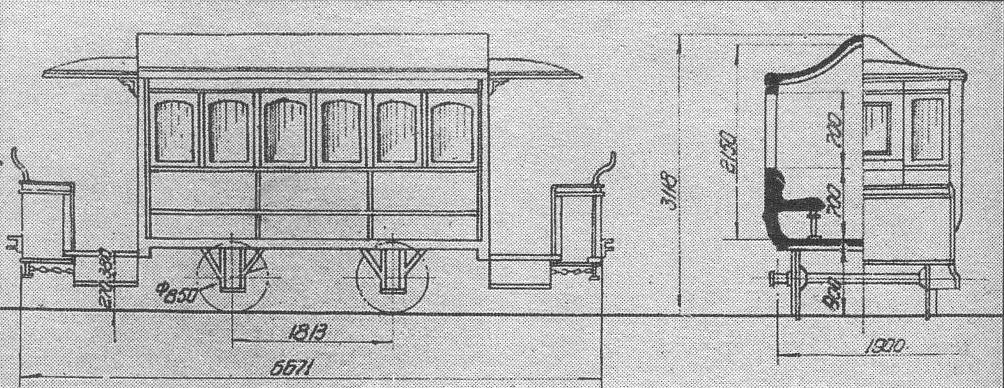
Carro americano para 45 passageiros, projeto de 1876 para a rede de São Petersburgo, Rússia.

Carro americano, ou simplesmente americano, era o nome usado em Portugal (especialmente em Lisboa) para designar um meio de transporte ligeiro coletivo de passageiros, precursor do bonde/carro elétrico, utilizado na segunda metade do século XIX: Como este, também se movia sobre carris, mas por tração animal.
Em 1832 faziam o percurso Nova Iorque-Harlem e em 1834 em Nova Orleães. O fenómeno do Americano iria propagar-se pela Europa continental.
Inicialmente a linha férrea era saliente, transtornando a circulação pedestre e provocando acidentes. Seriam suplantados por carris embutidos no pavimento (trâmueis, de tramway) em 1852, uma invenção de Alphonse Loubat.

## Em Portugal

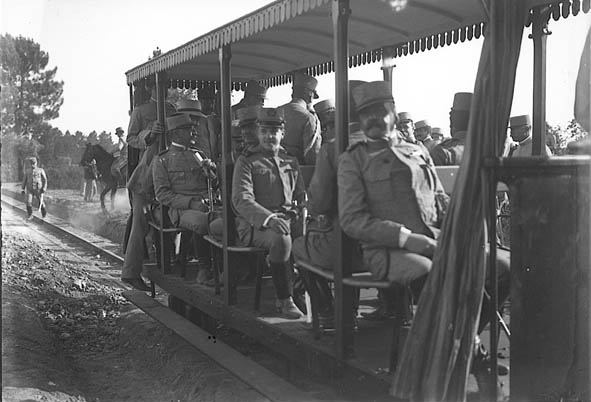
Dom Manuel II visitando o Polígono de Tancos, em 1910, num de carro americano de uso militar.

Nas últimas décadas do séc. XIX existiram em Portugal vários sistemas de transporte ferroviário ligeiro de tração animal, alguns aceitando passageiros em regime de transporte público, por vezes sazonal/turístico-balnear:
- Braga
- Coimbra
- Figueira da Foz
- Funchal
- Lisboa
- Pedernais (Marinha Grande) / São Martinho do Porto

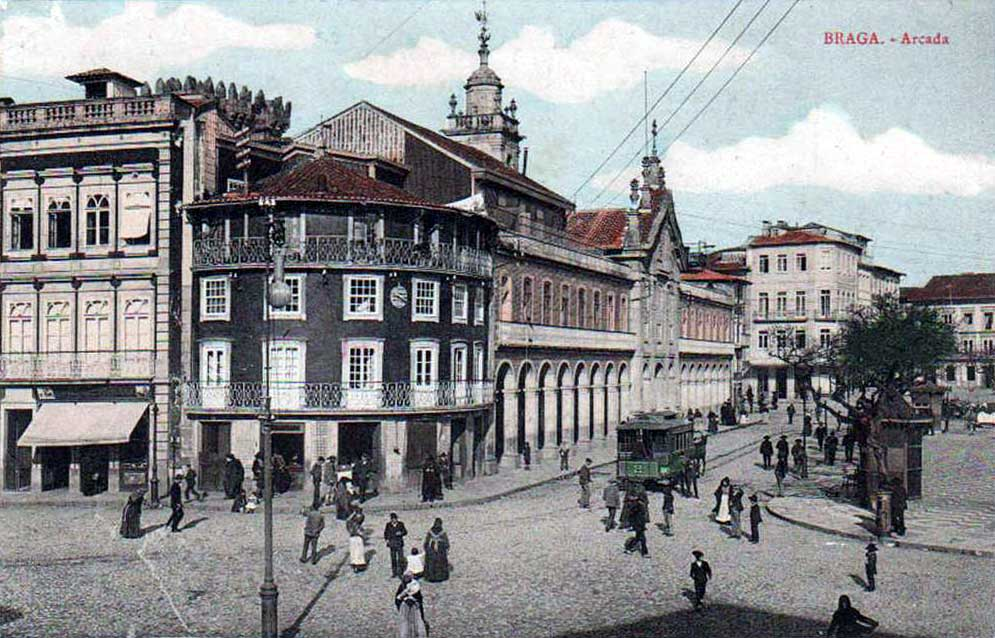
Carro americano em Braga.

- Porto
- Póvoa de Varzim / Vila do Conde

### Braga
Em Braga os carros americanos circularam de 1877 até 1914, quando a tração passou a eléctrica.

### Coimbra
Em 1874 foi criada uma linha em sistema americano que ligava o centro de Coimbra (Largo da Portagem) e a Estação Velha. Extinto em 1887, este sistema foi reaberto em 1904 e ampliado à Universidade, para encerrar em 1908. Os elétricos de Coimbra só entrariam em funcionamento em 1911, retomando e ampliando a rede do carro americano.

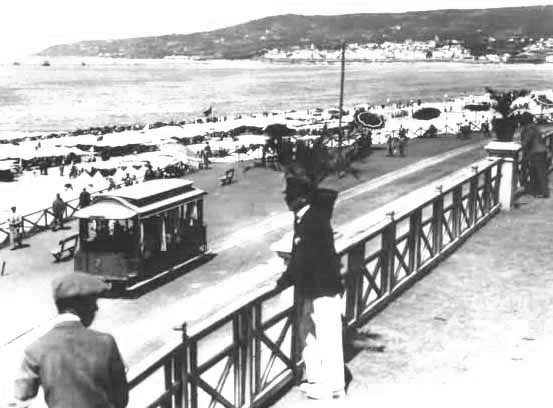
“Americano” na Figueira da Foz por volta de 1880.

### Figueira da Foz

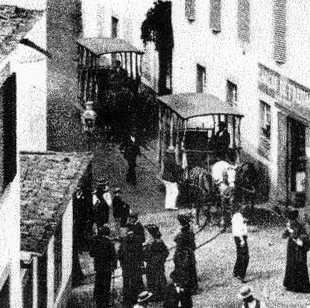
“Americanos” no Funchal por volta de 1900.

### Funchal
Funcionou no Funchal uma linha de carros americanos de 1893 a 1916, desde o Pombal à atual Av. Arriaga. Ao contrário do que ocorreu noutras cidades, a tração não foi mecanizada, sendo a rede desmantelada após o encerramento.

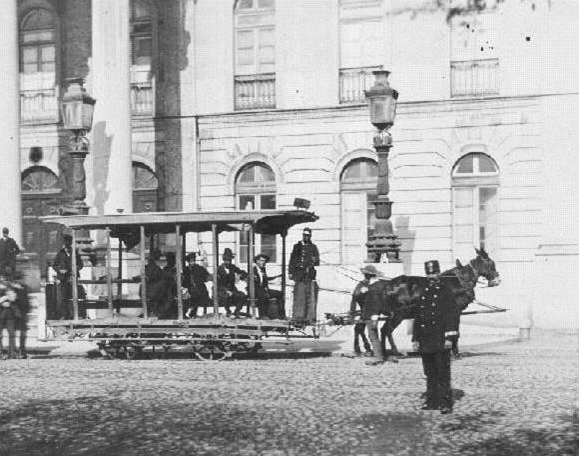
“Americano” em Lisboa (1873).

### Lisboa
Em Lisboa a linha de americanos foi inaugurada a 17 de novembro de 1873 entre a Estação da linha Férrea Norte e Leste (St.ª Apolónia) e o então extremo oeste do Aterro da Boa Vista (Santos). A rede cresceu nas décadas seguintes, foi alterada na sua bitola, e finalmente alterada em 1900 para tração elétrica.

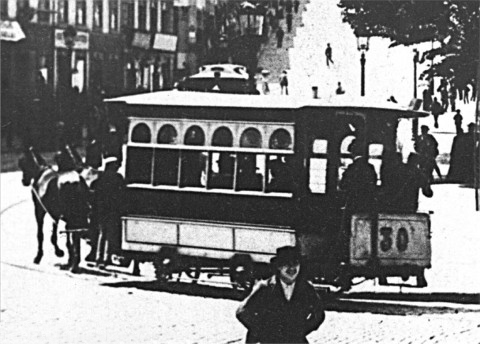
“Americano” do Porto por volta de 1880.

### Porto
No Porto circularam de 9 de março de 1872 até 22 de setembro de 1904.

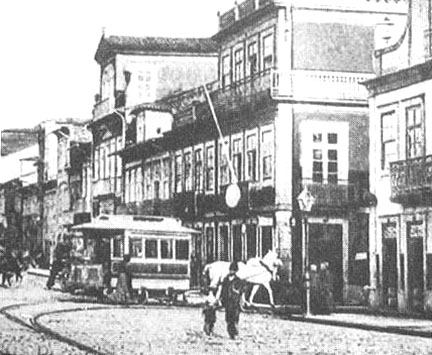
“Americano” na Póvoa de Varzim por volta de 1880.

### Póvoa de Varzim / Vila do Conde
Na Póvoa de Varzim os carros americanos apareceram em 1874 e ligavam inicialmente o centro da Póvoa de Varzim até ao centro de Vila do Conde, posteriormente expandido para a zona balnear, até ao Passeio Alegre e até à Avenida dos Banhos. No início do século XX a tração passou a diesel, tendo depois a rede sido desmantelada.